# Revenge is Sweet, and So Are You
Revenge is Sweet, and So Are You es el séptimo álbum de estudio de la banda de punk rock estadounidense The Mr. T Experience, publicado en 1996 por Lookout! Records.

## Lista de canciones
| N.º | Título                                         | Duración |  |
| 1.  | «Here She Comes»                               |          |  |
| 2.  | «She's Coming (Over Tonight)»                  |          |  |
| 3.  | «Love Is Dead»                                 |          |  |
| 4.  | «Hell of Dumb»                                 |          |  |
| 5.  | «Lawnmower of Love»                            |          |  |
| 6.  | «With My Looks and Your Brains»                |          |  |
| 7.  | «The Weather Is Here, Wish You Were Beautiful» |          |  |
| 8.  | «Another Yesterday»                            |          |  |
| 9.  | «Swiss Army Girlfriend»                        |          |  |
| 10. | «...And I Will Be with You»                    |          |  |
| 11. | «Who Needs Happiness (I'd Rather Have You)»    |          |  |
| 12. | «When I Lost You»                              |          |  |
| 13. | «I Don't Need You Now»                         |          |  |
| 14. | «Our Love Will Last Forever and Ever»          |          |  |
| 15. | «Some Foggy Mountain Top» (traditional)        |          |  |
| 16. | «You You You»                                  |          |  |

- Datos: Q7317905